# Jiro
Jiro (和山 義仁, Wayama Yoshihito) é o baixista da banda japonesa Glay. Nascido em Hakodate, na ilha japonesa Hokkaido, em 17 de outubro de 1972, JIRO é o mais jovem da banda. Também foi o último da formação oficial a entrar para a banda, em 1992. Antes de fazer parte do GLAY, JIRO foi guitarrista em várias outras bandas, tornando-se, mais tarde, baixista". Apresenta o programa de rádio "Buggy Crash Night" todos os sábados (21:00 h—22:00 h) na FM802 de Osaka.
Embora durante muito tempo tenha havido boatos de que JIRO e Hisashi não tinham um bom relacionamento, reforçada por declarações feitas pelos próprios de que não eram amigos íntimos, acredita-se que não haja nenhuma desavença entre ambos.
Por ter um rosto considerado infantil, o que por muito tempo fez o público vê-lo como um "menininho" Jiro sempre foi o mais popular da banda entre as adolescentes. Ele já foi eleito várias vezes o "namorado dos sonhos" em revistas destinadas a esse público. Jiro incorporou isso à sua imagem artística. Suas marcas registradas são: Cabelos espetados e coloridos (já usou de laranja e vermelho a verde e azul), roupas coloridas e escandalosas, muitas caretas e pulos altos no palco. Fora dos holofotes, porém, ele é  quieto e já foi considerado de humor inconstante pelos seus colegas de banda.
Em 2005, JIRO e Sawao Yamanaka, vocalista da banda japonesa The Pillows, fundaram a banda The Predators, que também tem em sua formação o baterista da banda Straightener, Shinpei Nakayama. JIRO e Sawao se conheceram em 1999 e tornaram-se amigos. Antes de fundarem a banda, já haviam tocado várias vezes, unidos pelo gosto em comum pela banda norte-americana Nirvana. Para o lançamento do álbum Hunting!, em 6 de julho de 2005, eles fundaram o selo independente Three Montain Records. O nome Three Montain Records foi criado a partir dos nomes dos integrantes da banda The Predators. Todos têm a palavra Yama (montanha em japonês) no sobrenome.
O nome artístico "JIRO" não tem nenhuma razão especial. Jiro conta que esse foi o primeiro nome que lhe veio à cabeça quando o apresentador de um festival perguntou-lhe o nome.
JIRO é casado desde 2000 com uma jornalista japonesa chamada Reiko, que trabalhava na revista de música "What's In?".

## Canções compostas por Jiro

### Para o GLAY
- Shutter Speeds no Tema, do álbum BELOVED, de 1996 (música de Jiro, letra de Takuro).
- Kanariya, do álbum BELOVED, de 1996 (música de Jiro, letra de Takuro).
- Biribiri Crashman, do ábum pure soul, de 1998 (música de Jiro, letra de Takuro).
- Good bye bye Sunday, lado-b do single Tomadoi/Special Thanks, de 2000 (música e letra de Jiro).
- TIME, lado-b do single Missing You, de 2000 (música e letra de Jiro).
- Highway #5, do álbum ONE LOVE, de 2001 (música e letra).
- Mister Popcorn, do álbum ONE LOVE, de 2001 (música e letra).
- NEVERLAND, do álbum "UNITY ROOTS & FAMILY, away" (música).
- BUGS IN MY HEAD, do álbum THE FRUSTRATED, de 2004 (música e letra).
- AMERICAN INNOVATION, do álbum LOVE IS BEAUTIFUL, de 2007 (música de Jiro, letra de Takuro).

### Para THE PREDATORS
- Dizzy Life, do álbum Hunting!, de 2005(música de Jiro, letra de Sawao Yamanaka).
- Sleepy Dragon, do álbum Hunting!, de 2005 (música de Jiro, letra de Sawao Yamanaka).
- Lizard Man, do álbum Hunting!, de 2005 (música de Jiro, letra de Sawao Yamanaka).
- Rock'n'Roll Lay Down, do álbum "Kiba wo Misero", de 2008 (música de Jiro, letra de Sawao Yamanaka).
- Shoot the Moon, do álbum "Kiba wo Misero", de 2008 (música de Jiro, letra de Sawao Yamanaka).
- Island, do álbum "Kiba wo Misero" (música de Jiro, letra de Sawao Yamanaka).
- Wild Tiger, do álbum "Kiba wo Misero" (música de Jiro, letra de Sawao Yamanaka).